# Hypocaccus snizeki
Hypocaccus snizeki är en skalbaggsart som beskrevs av Yves Gomy 2009. Hypocaccus snizeki ingår i släktet Hypocaccus och familjen stumpbaggar. Inga underarter finns listade i Catalogue of Life.